# God of War (serie de televisión)
God of War (en hangul, 무신; romanización revisada, Musin; literalmente, «Soldado») es una serie de televisión surcoreana de 2012. Está protagonizada por Kim Joo-hyuk como la figura histórica Kim Jun, quien aparece en el Goryeosa. Se emitió en MBC desde el 11 de febrero de 2012 hasta el 15 de septiembre de 2012 los sábados y domingos a las 20:40 durante 56 episodios.

## Sinopsis
Kim Jun es el hijo de un esclavo de palacio huido, quien es criado por monjes. Años después, tras apartado de su casa durante la guerra, Kim Jun debe renunciar a sus maneras pacifistas para tomar parte en un juego a muerte con el que lograr la libertad de sus maestros, del clan Choe Chung-heon. Durante las invasiones mongolas de Corea, Kim Jun logra aumentar su popularidad en los oficiales militares, y finalmente gobierna en Goryeo durante 60 años en el lugar del rey Gojong.

## Reparto
- Kim Joo-hyuk como Kim Jun.
- Kim Gyu-ri como Choe Song-yi.
- Jeong Bo-seok como Choe Woo.
- Park Sang-min como Choe Yang-baek.
- Joo Hyun como Choe Chung-heon.
- Lee Joo-hyun como Kim Yak-seon.
- Hong Ah-reum como Wol-ah/An-shim.
- Kang Shin-il como Monk Soo-beop.
- Park Sang-wook como Lee Gong-ju.
- Jung Sung-mo como Choe Hyang.
- Baek Do-bin como Choe Hang.
- Kim Seo-ra como primera mujer de Choe Woo.
- Jung Ho-bin como Song Gil-yoo.
- Kim Young-pil como General Park Song-bi.
- Noh Young-guk como Daejib Sung.
- Chun Ho-jin como Lee Gyu-bo.
- Ahn Byung-kyung como Kim Deok-myung.
- Kim Cheol-ki como General Kim Kyung-son.
- Park Hae-soo como Kim Yun-hu.
- Oh Young-soo como Monk Soogi.
- Park Dong-bin como Hong-ji.
- Ahn Jae-mo como Im Yeon.
- Jin Seon-kyu como Gab-yi.
- Kim Hyuk como Man-jong.
- Kim Yoo-mi como segunda mujer de Choe Woo.
- Lee Seok-joon como Lee Jang-yong.
- Lee Seung-hyo como rey Gojong.
- Im Jong-yoon como General Choe Choon-myung.
- Kim Jung-hak como Monk Jin-pyo.
- Kim Ha-eun como Choon-shim.
- Choi Jae-ho como Ryu Song-jeol.
- Jo Eun-sook como Gan-nan de Tobang.
- Go Soo-hee como Nan-jang de Tobang.
- Yoo Na-young como Yeon-shim.
- Yoon Dong-hwan como General Tanku del Imperio mongol.
- Kim Joo-young como General Lee Won-jeong de la fortaleza Cheolju.
- Lee Dong-shin como General comandante supremo Sartai del Imperio mongol.
- Choi Deok-moon como General Lee Hee-juk de la fortaleza Cheolju.
- Choi Soo-rin como Lee Hee-juk's wife.
- Kwon Tae-won como General Park Seo de la fortaleza Kwiju.
- Kim Yong-woon como Gu-pil.
- Jo Sang-gu como General Putau del Imperio mongol.
- Baek Won-kil como Kyun-ga.
- Seo Kwang como Woo-ga.
- Choi Min como Kang Woo-moon.
- Jung Sun-il como Joo-sook.
- Choi Kyu-hwan como Yoo-jung.
- Ha Soo-ho como Hwangbo Joon-chang.
- Jang Tae-sung como Won-bal.
- Kim Yun-tae como Amoogan.
- Seung-kyu como Kim Hong-chee.
- Bae Jin-sub como Oh Seung-jeok.
- Lee Seung-hyung como Ryu Neung.
- Jeon No-min como Moon Dae (cameo).
- Lee Hee-jin como Nan-yi (cameo).
- Heo Sung-tae

## Premios y nominaciones
| Año  | Premio           | Categoría                                                   | Recipient     | Resultado |
| ---- | ---------------- | ----------------------------------------------------------- | ------------- | --------- |
| 2012 | MBC Drama Awards | Premio de Excelencia superior, Actor en una serie de drama  | Kim Joo-hyuk  | Nominado  |
| 2012 | MBC Drama Awards | Premio de Excelencia superior, Actor en una serie de drama  | Jeong Bo-seok | Nominado  |
| 2012 | MBC Drama Awards | Premio de Excelencia superior, Actriz en una serie de drama | Kim Gyu-ri    | Nominado  |
| 2012 | MBC Drama Awards | Premio de excelencia, Actor en una serie de drama           | Park Sang-min | Nominado  |
| 2012 | MBC Drama Awards | Premio de excelencia, Actor en una serie de drama           | Lee Joo-hyun  | Nominado  |
| 2012 | MBC Drama Awards | Premio de excelencia, Actriz en una serie de drama          | Hong Ah-reum  | Nominado  |
| 2012 | MBC Drama Awards | Mejor actriz joven                                          | Noh Jung-ui   | Nominado  |

## Emisión internacional
Se emitió en Tailandia en Channel 5 desde el 21 de abril de 2015 al 30 de diciembre de 2015.